# Château de Villemont (Tintigny)
 (décembre 2024).
 (décembre 2024).
Si vous disposez d'ouvrages ou d'articles de référence ou si vous connaissez des sites web de qualité traitant du thème abordé ici, merci de compléter l'article en donnant les références utiles à sa vérifiabilité et en les liant à la section « Notes et références ».
Pour les articles homonymes, voir Villemont.
Ne doit pas être confondu avec Château de Villemont (Vensat).
Le château de Villemont est un château en Belgique, situé à Villemont (lieu-dit de la commune de Tintigny), dans la province de Luxembourg.

## Histoire

### Origines romaines
Des vestiges d'une villa romaine ont été découverts sur le site, qui est proche de la voie romaine Reims-Trèves.

### Évolution
Au Moyen Âge, une seigneurie prend le nom de Villemont et dès 1270, est la propriété totale sans condition de vassalité du comté de Chiny. Le domaine s'étendait alors sur plus de 6 000 hectares et englobait une bonne partie des villages formant l'actuelle commune de Tintigny (sauf Rossignol et la seigneurie du Mesnil). Elle faisait partie de l'archidiocèse de Trèves et du doyenné d'Yvoix (aujourd'hui Carignan, en France). En 1364, le comté de Chiny est annexé par le duché de Luxembourg.
Elle voit se succéder plusieurs familles de la noblesse belge, dont la famille de Wez puis la famille de Barbançon. Jean de Barbançon hérite du domaine vers 1400. En 1443, le duché de Luxembourg est intégré aux Pays-Bas bourguignons puis aux Pays-Bas des Habsbourg après le mariage de Maximilien de Habsbourg avec Marie de Bourgogne en 1477. La légation de Charles Quint fait passer les territoires aux Pays-Bas espagnols en 1556. La dernière de la famille, Bonne de Barbançon, hérite du domaine en 1612 et épouse Philippe de Mérode. Les de Mérode possédent Villemont jusqu'en 1676, date de la mort d'Arnould de Mérode. En 1664, le mariage entre Catherine Charlotte de Mérode et Eugène de Trazegnies fait passer Villemont à la famille de Trazegnies. De 1681 à 1689, lors de la guerre franco-espagnole, la seigneurie est occupée par les troupes du roi de France, Louis XIV. En 1691, Villemont revient à Pierre Jean Gérard de Trazegnies.
Le 6 mars 1714, le traité de Rastatt met fin à la guerre de Succession d'Espagne et les territoires quittent le giron espagnol pour revenir au Saint-Empire romain germanique et à la maison de Habsbourg pour former les Pays-Bas autrichiens.
En 1718, les troupes du tout récent Royaume de Prusse incendient le château de Villemont qui est reconstruit en 1720 par Pierre Jean Gérard de Trazegnies. Deux ans plus tard, Procope François de Trazegnies devient Comte de Villemont. Lors de son décès en 1738, le domaine revient à son frère cadet Philippe Joachim époux de Marie Eléonore de Bode dont leur fils ainé, Joseph Lothaire reprendra le domaine. En 1740, les troupes du roi de France Louis XV envahissent le domaine qu'ils occupent jusqu'en 1748. En 1775 la loi de Beaumont est abolie en Argonne par l’impératrice Marie-Thérèse
En 1761 Joseph Lothaire épouse Marie Caroline de Namur et, lors de son décès en 1784, c'est leur fils Maximilien Richard qui deviendra le dernier seigneur et comte de Villemont. En effet, après la Révolution française de 1789, l'armée révolutionnaire française tente une première invasion des Pays-Bas autrichiens, qui demeure infructueuse. Toutefois, deux ans plus tard, une deuxième tentative s'avère bien plus concluante et les territoires sont annexés à la Première République. La seigneurie cesse alors d'exister en 1795 et le domaine se trouve dans le département des Forêts.

### Période moderne
À la période française succède une nouvelle période luxembourgeoise dès 1814 puis finalement la période belge après l'annexion du grand-duché de Luxembourg par la Belgique le 16 octobre 1830 à la suite de la Révolution belge et de la guerre belgo-néerlandaise. Le domaine est en partie vendu à la famille d'Armethon puis appartient à la famille d'Huart, notamment à Auguste d'Huart.
Au début de la Première Guerre mondiale, le 22 août 1914, lors des combats de la bataille des Frontières et plus particulièrement lors de la bataille de Rossignol, le château est incendié. Il sera reconstruit en 1922 à peu près à l'identique du château du XVIIIe siècle.
Actuellement le château appartient à la famille de Jamblinne de Meux (nl).

## Toponymie
Les premières traçes de la seigneurie sont sous la forme de Vilemont (1258), Villamont (1300), Vilaimont et Villemont. On retrouve également l'appelation de Villémant, en patois gaumais.